# Wożuczyn
Wożuczyn este o arie protejată (sit de importanță comunitară — SCI) din Polonia întinsă pe o suprafață de 4,96 ha, integral pe uscat.

## Localizare
Centrul sitului Wożuczyn este situat la coordonatele 50°33′59″N 23°33′57″E / 50.5665°N 23.5659°E.

## Înființare
Situl Wożuczyn a fost declarat sit de importanță comunitară în ianuarie 2021 pentru a proteja 1 specie de animale.

## Biodiversitate
Situată în ecoregiunea continentală, aria protejată nu include niciun habitat protejat.
La baza desemnării sitului se află o specie protejată de  mamifere: liliac cârn (Barbastella barbastellus).